# Molophilus (Molophilus) dirus
Molophilus (Molophilus) dirus is een tweevleugelige uit de familie steltmuggen (Limoniidae). De soort komt voor in het Neotropisch gebied.